# Symmachia praxila
Symmachia praxila är en fjärilsart som beskrevs av John Obadiah Westwood 1847. Symmachia praxila ingår i släktet Symmachia och familjen Riodinidae. Inga underarter finns listade i Catalogue of Life.